# ワイアーヘアード・ポインティング・グリフォン
ワイアーヘアード・ポインティング・グリフォン（英：Wirehaired Pointing Griffon）とは、オランダおよびフランス原産の多目的なグリフォンタイプの犬種である。オランダ語ではコルトハルス・グリフォン（Korthals Griffon）、フランス語ではグリフォン・ダレー・ア・ポワール・デュール（Griffon d'Arrêt à Poil Dur）等という。
オランダ出身でドイツ在住のブリーダーであるエドワルド・K・コルトハルスが、1874年にアムステルダムで入手したグリフォンタイプのミックスの雌犬をもとに、ジャーマン・ワイアーヘアード・ポインターやセッター種の犬種、バルビー（フレンチ・ウォーター・スパニエル）などをかけ合わせて多目的な猟犬を目指して作り出された。その後の改良はフランスで行われ、1887年に犬種標準が完成した。しかしFCI公認犬種となったのは遅く、そのおよそ100年後の1964年である。
現在は万能な猟犬としてだけではなくペットやショードッグとしても多く飼われていて、北米やヨーロッパなどで広い人気を博している。
本種は作出者の願いどおりに万能な猟犬として完成し、ポインターとしてポイントを行う他、主人が銃で撃ち落した鳥を水陸両用で回収できるレトリーバーとしても使える上、嗅覚が鋭く、いばらなどで怪我をおこしにくいワイアーヘアのため、ウズラやウサギなどの狩猟にも適している。また、番犬として家や倉庫などの見張りも出来るなど非常に有能で多岐にわたる使役方法をもつ犬種であるグリフォン（「剛毛の猟犬」という意味がある）タイプの犬種のためワイアーヘアで、コートはラフでウエーブがかかり、ごわごわしている。毛色はテェスナット、テェスナット・ローン、ホワイトとグレーの混色のローンなど。脚は長く、大きめで短い垂れ耳で、長めの垂れ尾であるが半分の長さに断尾することもある。泳ぐのが得意で運動する事が大好きなため、多くの運動量を必要とする。体高は雄55～60cm、雌50～55cmで体重は雌雄ともに20～25kgの中型犬。
性格は警戒心が強いが、家族には友好的でしつけもよく入る。股関節形成不全にかかりやすい。